# عرقيص غانجي
العرقيص الغانجي أو الأرقيس أو مَتْن أو مِفْصَليَّة (الاسم العلمي:Desmodium gangeticum) هو نوع من النباتات يتبع جنس العرقيص من الفصيلة البقولية.